# Víctor Hugo Ruiz
Víctor Hugo Ruiz es un actor, director de cine, guionista y artista plástico colombiano nacido en Zarzal, reconocido por figurar en producciones como Gallito Ramírez, Lola calamidades, Me amarás bajo la lluvia y La saga, negocio de familia.

## Filmografía

### Televisión
- 2022 - Leandro Díaz[3]
- 2017 - Selección natural
- 2015 - Celia[4][5]
- 2013 - Alias El Mexicano
- 2012 - Pablo Escobar, el patrón del mal
- 2011 - 3 Milagros
- 2010 - Chepe Fortuna
- 2010 - La Diosa Coronada
- 2009 - Victorinos
- 2008 - La quiero a morir
- 2004 - La saga, negocio de familia
- 2004 - Me amarás bajo la lluvia
- 2000 - Alejo, la búsqueda del amor
- 1992 - Inseparables
- 1990 doble seis.
- 1988 - El cacique y la diosa
- 1987 - Lola calamidades
- 1986 - Gallito Ramírez

### Cine
- 2019 - Salsa Mia! (corto)